# Battaglia di Cnido
La battaglia di Cnido fu un'operazione navale condotta durante la guerra di Corinto dalla flotta combinata persiano-ateniese, al comando del navarco Conone, ateniese esule in Persia, e del satrapo Farnabazo II, contro la flotta spartana, guidata dall'inesperto generale Pisandro.
Lo scontro, che si concluse con il totale annientamento della flotta spartana, pose fine alla loro breve egemonia marittima.

## Antefatto
Nel 394 a.C. il re di Sparta Agesilao II ed il suo esercito furono richiamati nel continente greco dalla Ionia, visto che Tebe, Atene, Argo e Corinto avevano formato un'alleanza contro Sparta coll'appoggio di Artaserse, desideroso di allontanare gli Spartani dai propri domini in Asia minore.
Insieme all'esercito, Sparta richiamò la flotta che, sotto la guida del generale Pisandro, fece vela verso il porto di Cnido, colonia spartana sulla punta del golfo Ceramico.
Decisi a scardinare l'egemonia marittima spartana, Persiani e Ateniesi, armata una potente flotta, la posero sotto il comando dell'ammiraglio ateniese Conone e del satrapo della Frigia ellespontina, Farnabazo II e, dal Chersoneso, mossero contro gli Spartani.
Secondo il retore Isocrate, non bisogna tralasciare il notevole apporto di Evagora I, re di Salamina a Cipro, che fornì parte delle triremi..

## Svolgimento
La flotta spartana incontrò l'avanguardia del contingente ateniese, che, anche a causa del defezionamento delle navi dei greci d'Asia, venne contrastata efficacemente. L'arrivo del grosso della flotta persiana capovolse le sorti dello scontro e, dopo duri combattimenti, gli Spartani furono costretti a fuggire e a spiaggiare le cinquanta navi superstiti
La battaglia si spostò sulla spiaggia ma gli Spartani ebbero la peggio e persero l'intera flotta, compresa gran parte degli equipaggi, e il suo comandante, Pisandro, morto mentre difendeva la sua nave.

## Conseguenze
Questa battaglia concluse il tentativo degli Spartani di stabilire un impero navale: Sparta non si impegnò mai più in campagne navali ed Atene poté riprendere il suo posto come potenza marittima prevalente.
Dopo la vittoria, Conone, praticamente senza colpo ferire, fu in grado di espellere tutte le guarnigioni e i magistrati spartani imposti da Lisandro, distruggendo in pratica l'egemonia spartana.
Poi, ritiratosi ad Atene, dove fu accolto con onori e giubilo dei suoi concittadini, si adoperò per la ricostruzione delle Lunghe mura, grazie ad un cospicuo finanziamento di Farnabazo, e, in onore della vittoria, dedicò un santuario ad Afrodite nel Pireo, dea protettrice di Cnido ed assai rilevante nel pantheon fenicio.
La fine dell'egemonia navale spartana, infine, permise all'impero persiano di restaurare il proprio dominio sulle città ioniche. Esse infatti a Cnido fecero capire che preferivano la Persia al dispotismo spartano e l'accordo sarebbe stato definitivamente confermato dalla Pace di Antalcida nel 387 a.C.